# 김윤기 (1942년)
김윤기(金允起, 1942년 ~ )는 대한민국의 제6대 건설교통부 장관이다.

## 학력
- 1964 연세대학교 철학과 학사
- 1972 연세대학교 경영대학원 석사
- 1986 美 하버드대학교 환경대학원 수료
- 1998 중앙대학교 지역경제학 박사
- 2001 금오공과대학교 명예박사(공학)
- 2002 건국대학교 명예박사(경제학)

## 경력
- 1997년: 제9대 한국토지공사 사장
- 1997년: 한국공기업학회 고문
- 1999년: 대한민국 ROTC중앙회 수석부회장
- 2000년: 제6대 건설교통부 장관
- 2001년: (사) 한국.러시아 극동협회 회장
- 2002년: 美 미시간주립대학교 adjunct professor
- 2003년: 강릉 김씨 서울종친회 회장
- 2004년: 공항철도 대표이사 사장
- 2008년: (사)한국인라인스케이트협회 회장
- 2016년: (사)한국드론협회 명예회장
- 2020년: 대한민국 환경공헌대상 조직위원회 대회장